# Ranomi Kromowidjojo
Ranomi Kromowidjojo (Sauwerd, 1990. augusztus 20. –) jávai–surinamei származású, háromszoros olimpiai bajnok holland úszónő.

## Élete
A 2008-as pekingi olimpián a női 4 × 100 méteres gyors váltóval olimpiai elsőséget szerzett, míg ugyanebben a versenyszámban – négy évvel később –, a londoni játékokon a dobogó második fokára állhatott fel társaival. Ennek ellenére a 2012. évi olimpiát is sikeresnek könyvelhette el, hiszen a női 50 és 100 méters gyorson egyaránt aranyérmes lett.
2022 januárjában bejelentette a visszavonulását.